# Flächenproduktivität
Der Begriff der Flächenproduktivität wird vor allem im Einzelhandel sowie in der Landwirtschaft verwendet. Er misst jeweils das Verhältnis zwischen Erträgen bzw. Umsätzen und den eingesetzten Flächen.

## Handel
Im Einzelhandel wird die Flächenproduktivität üblicherweise definiert als:
Bruttoumsatz pro m² Geschäfts- bzw. Verkaufsfläche pro Jahr
Obwohl umgangssprachlich so im Handel häufig genutzt, ist der Begriff "Produktivität" wirtschaftlich unsauber. Da der Umsatz einer Einzelhandelsfläche in hohem Maße das Ergebnis seiner Lage ist, Innenstadtlagen generieren z. B. höhere Umsätze je m² als Lagen auf der Grünen Wiese, aber der Umsatz je m² nicht ausdrückt, welche Produktivität diese Fläche hat, also wie viel Ertrag oder Deckungsbeitrag auf der Fläche erwirtschaftet wurden, ist richtiger bei Umsatz je m² von einer "Flächenleistung" zu sprechen.
Die Flächenleistung ist stark von der Lage sowie von Branche und der Geschäftsgröße abhängig. Bedingt durch die langjährige Entwicklung, dass die verfügbare Einzelhandelsfläche in Deutschland stärker wächst als der Umsatz des Einzelhandels ist die Flächenproduktivität von 5.200 Euro pro m² im Jahr 1970 auf durchschnittlich
3.300 Euro Bruttoumsatz pro m² pro Jahr
im Jahr 2007 gesunken und hat sich auf diesem Niveau stabilisiert.

## Landwirtschaft
Unter Flächenproduktivität versteht man in der Landwirtschaft die Ertragsmenge bezogen auf eine bestimmte Fläche – in der Regel erfolgt die Angabe der Ertragsmenge in Doppelzentner per Hektar. Die Flächenproduktivität kann zum Beispiel durch den Einsatz von Düngemitteln, geeignetem Saatgut, Be- und Entwässerung oder den Anbau von Stickstoffmehrern, z. B. Lupinen  gesteigert werden. Bei intensiv genutzten landwirtschaftlichen Flächen wird die Flächenproduktivität auch durch das Einhalten einer Fruchtfolge sichergestellt, da es andernfalls durch einseitige Bewirtschaftung (Monokulturen) zum vermehrten Auftreten von Pflanzenkrankheiten und problematischen Unkräutern kommen kann, was oft zu einer deutlichen Ertragsminderung führt.

## Forstwirtschaft
Zum Vergleich der unterschiedlichen Flächenproduktivität von Waldbeständen auf ähnlichen Standorten werden diese in Ertragsklassen bzw. Bonitäten eingestuft. Dies geschieht beispielsweise über den Vergleich von der je nach Alter erreichten Bestandesmittelhöhe. Aus dieser lässt sich die Gesamtwuchsleistung ableiten (gemäß dem von Gehrhardt 1909/1923 erweiterten Eichhornschen Gesetz von 1904). Der Begriff Höhenbonität wird daher häufig synonym zum Begriff Ertragsklasse verwendet.